# Universal Recording Studio
Universal Recording Studio (також Universal R.S., Universal Recording або Universal Studios)  — студія звукозапису в Чикаго, Іллінойс (США). Студія була заснована у 1947 році Біллом Путнемом.
Наприкінці 1940-х студія мала свій штатний лейбл Universal Recording Corp. Відомий інженер і продюсер Брюс Сведієн починав тут свою кар'єру. На початку і до середини 1950-х, студія розташовувалась за адресою 46 Е.Волтон-стріт по Раш-стріт. 
Серед музикантів, які записувалися на студії Бадді Гай, Біг Білл Брунзі, Джон Лі Гукер, Джон Літтлджон, Джуніор Веллс, Тайрон Девіс, Кеннонболл Еддерлі, Лі Морган, Пол Чемберс, Оскар Пітерсон, Макс Роуч, Рамсі Льюїс, Олівер Нельсон, та ін.